# 埃勒费尔德
埃勒费尔德（德語：Ellefeld）是德国萨克森州的市镇，隶属于福格特兰县。总面积为4.55平方千米，截至2023年12月31日总人口为2,496人。